# Košile

Košile

Košile je společně s tričkem nejrozšířenější oděv sloužící k zakrytí horní části těla. V porovnání s tričkem je považována za společenštější a na rozdíl od něj je vhodné její spodní část nosit zastrčenou v kalhotách. Košile se také vyznačuje límcem, rukávy a zapínáním na knoflíky.
Název pochází z pozdně latinského slova casula, označujícího římský plášť s kapucí.

## Historie
Nezbytnou součástí pánského společenského obleku se košile stala v 18. století, kdy přestala být považována za spodní prádlo. Od poloviny 20. století postupně proráží také do dámského šatníku. V současné době je společně s tričkem nejrozšířenějším typem svrchního oděvu, který je možno užívat nejen jako součást formálního obleku, ale také při každodenním nošení do školy či zaměstnání či jako volnočasový oděv.

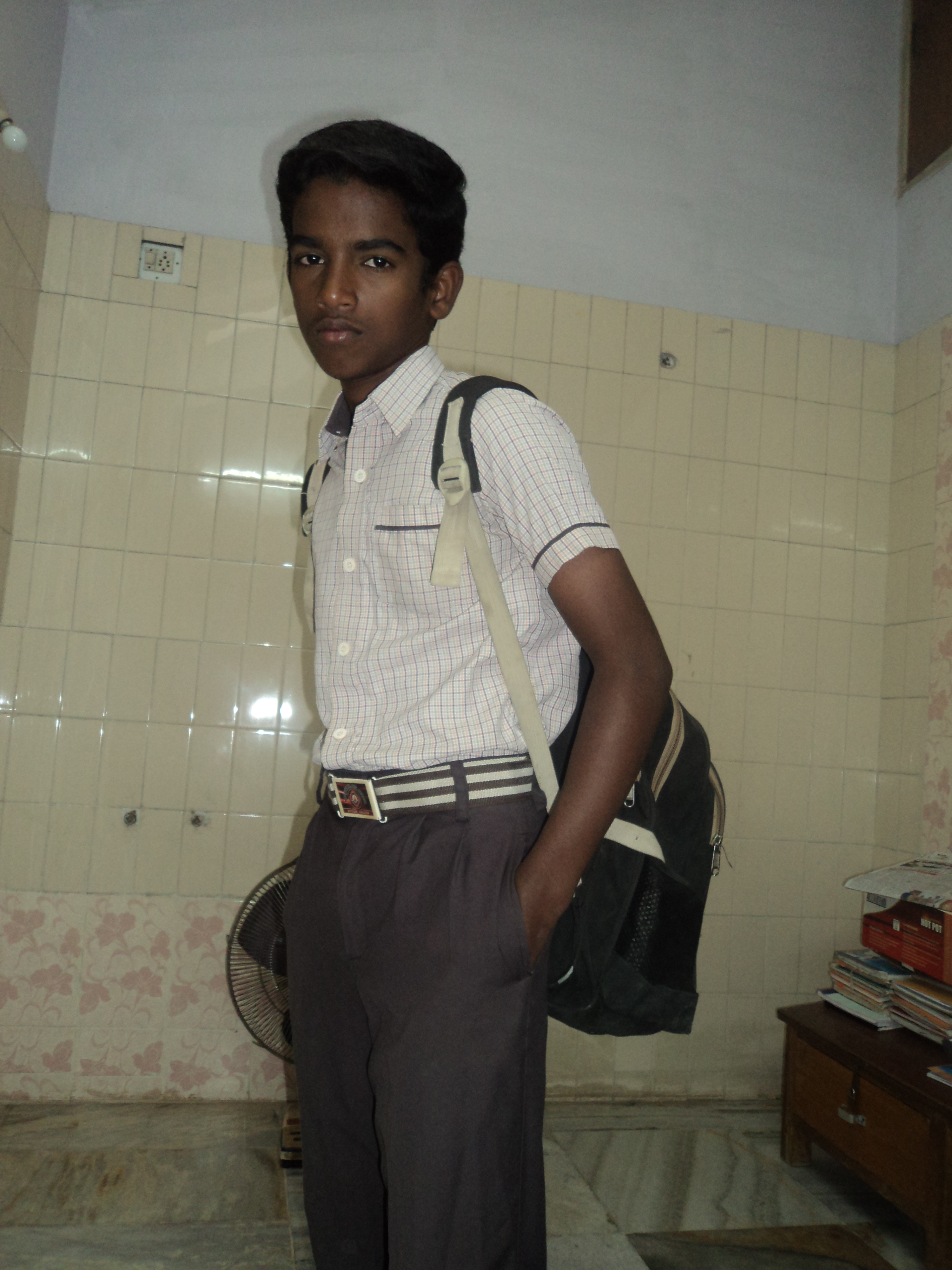
Tamilský školák v bílé košili s krátkým rukávem zastrčené do kalhot

## Výroba
Konfekčním způsobem se vyrábí v sériích po několika stech nebo tisících košil jednoho druhu. Zhotovení košile probíhá v několika výrobních stupních v obvyklém sledu: stříhání-šití-obrubování/zdobení-úprava- balení. Technologie sestává (a kalkuluje se) z cca 40 různých operací, šití jako hlavní stupeň se provádí v několika úkonech vzájemně navazujících většinou na principu pásové výroby.
Ve 2. dekádě 21. století byla za největšího výrobce košil na světě považována čínská firma Esquel Group, která vyráběla s 35 000 zaměstnanci až 100 milionů košil ročně.

## Vzhled a způsoby nošení
Typická košile má límec, dlouhé rukávy a vertikální zapínání na knoflíky, které lze rozepnout po celé délce.
Obvykle je při formálních příležitostech i při každodenním užívání do školy či zaměstnání nošena zastrčená do kalhot, při volnočasovém nošení je však možné a časté i nošení košile přes kalhoty. Mimo formální příležitosti je navíc možné nosit košili s krátkými rukávy. Typickým doplňkem košile je kravata upevněná pod límcem. Pokud je košile nošena bez kravaty, obvykle je poslední knoflík ponechán rozepnutý.

### Uniformy
V mnoha zemích je košile základem školních uniforem, typická je však i pro služební či skautské uniformy. Jako součást mužských či chlapeckých uniforem je obvykle nutné ji nosit zastrčenou do kalhot, v případě žen a dívek bývá tato úprava často jen doporučená.

## Další typy košil a svrchních oděvů
Košile dala po dobu své existence vzniknout řadě dalších svrchních oděvů, které jsou určeny ke specifickým účelům:
- tričko nebo triko – oděv vzniklý zjednodušením košile, nemá límec, knoflíky a obvykle je s krátkými rukávy;
- polotričko – tričko se zavíráním do V s límcem a na knoflíky, krátké i dlouhé rukávy;
- tunika – jednoduchá košile, složená pouze z předního a zadního dílu;
- blůza – dámská košile, termín je požíván také pro označení vojenské košile;
- noční košile – velmi dlouhá a široká, používá se na spaní;
- švédská košile – košile se zjednodušeným zapínáním na dva knoflíky po stranách krku.

## Nežehlivé košile

### Nežehlivá úprava
Jako nežehlive se označují zpravidla košile z materiálů, které se nemačkají (většina pletenin, flanel, seersucker). Košile z ostatních textilních materiálů, zejména z bavlněných tkanin, jsou po vyprání bez žehlení nevzhledné.
Chemickými úpravami tkanin se dá dosáhnout ulehčené nebo snadnější žehlení ("bügelfrei"/"bügelleicht"), kterými se dá žehlení zkrátit průměrně z cca 9 na 3 minuty, ale dosud není v praxi známá žádná metoda, kterou by se dala zcela odstranit mačkavost.
- Nejznámější úprava sestává z lázně v tekutém amoniaku s následným povrstvením umělou pryskyřicí (s obsahem karcinogenního formaldehydu). Nedostatky: V materiálu zůstávají zbytky formaldehydu a tkanina je téměř nepropustná (pocení).
- Úprava pro „snadnější žehlení“ neobsahující amoniak spočívá v tzv. suchém síťování a silném zahřívání tkaniny. Podobný účinek má určitý podíl syntetických vláken přimíchaných k bavlně při výrobě příze.[8]

- Pro americkou NASU byla vyvinuta úprava, která má být stoprocentně nežehlivá. Spočívá v integrování slitiny niklu a titanu do vláken, která se pak dají programovat tak, že si „vzpomenou“ na svůj původní tvar a upravená tkanina se nemačká. Košile z tohoto materiálu nejsou na civilním trhu k dostání, cena za kus má obnášet 3000 €.[9]